# Levent Ayçiçek
Levent Ayçiçek (Nienburg/Weser, 12 febbraio 1994) è un calciatore tedesco, centrocampista del Bandırmaspor.

## Caratteristiche tecniche
Gioca come trequartista che può svariare su tutto il fronte offensivo.